# György Kiss

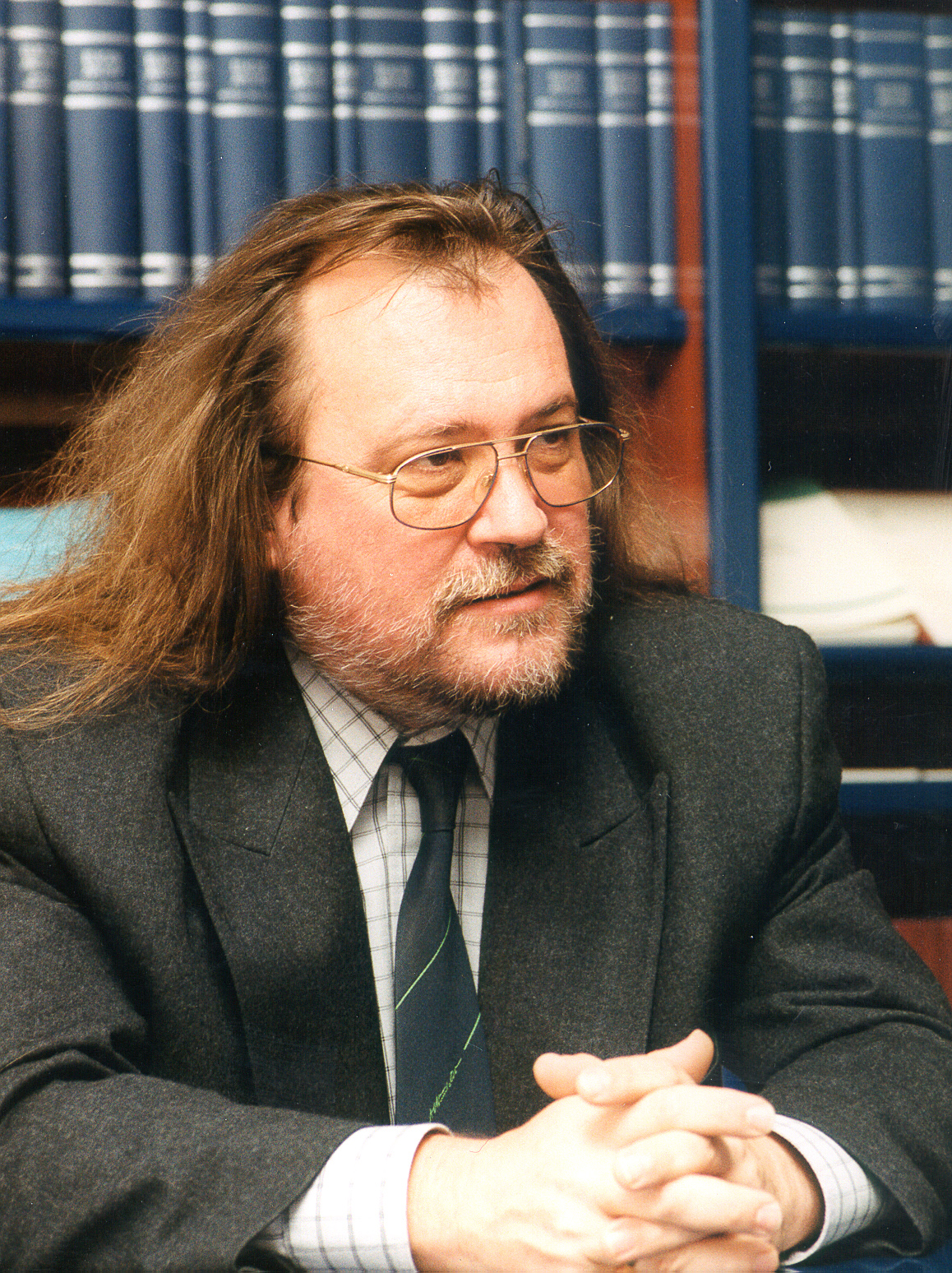
György Kiss (2002)

György Kiss (* 1953 in Debrecen) ist ein ungarischer Rechtswissenschaftler und Hochschullehrer an der Universität Pécs.

## Leben
Kiss studierte ab 1972 bis zu seinem Abschluss 1977 Rechtswissenschaften an der Universität Pécs und war dort anschließend als Dozent tätig. Nach seiner Promotion 1985 wurde er egyetemi adjunktus (entspricht einem Assistenzprofessor) für Arbeitsrecht und das Recht der Sozialen Sicherheit in Pécs. Ab 1993 leitete er die Rechtsabteilung des ungarischen Arbeitsministeriums. Diese Stellung gab er 1999 wieder auf, um ordentlicher Professor in Pécs zu werden, wo er seitdem einen Lehrstuhl für Arbeitsrecht, Sozialrecht und das Recht der Sozialen Sicherheit innehat. 2002 wurde er Doktor der ungarischen Akademie der Wissenschaften (D.Sc.).
Kiss’ Forschungsschwerpunkte liegen vor allem im Arbeitnehmerschutzrecht, dem Antidiskriminierungsrecht und dem europarechtlichen Arbeitsrecht. Er ist unter anderem Mitglied der ungarischen Vereinigung der Arbeitsrechtler und des European Labour Law Network (ELLN).

## Werke (Auswahl)
- The Labour Market and the Human Factor. 1995 (ursprünglich ungarisch).
- Munkajog (Arbeitsrecht in Ungarn). 2. Auflage. Osiris Kiadó, Budapest 2005.